# Кременец (гора, Карпаты)
Кременец (укр. Кременець, пол.  Krzemieniec , словац.  Kremenec) — гора в Карпатах, одна из высочайших вершин Буковский Врхив. Расположенная в северо-западной части Закарпатской области, северо-западнее села Стужица (Ужгородский район).
Высота горы 1221 м (по другим данным — 1216 м).
На вершине Кременца пересекаются государственные границы Польши, Словакии и Украины. Юго-восточные склоны горы лежат на территории Украины (в пределах Ужанского национального природного парка), северные склоны — на территории Польши, юго-западные — Словакии.
С украинской стороны выход на гору из села Стужица. В селе — пограничная застава.